# Эстепа Льяуренс, Хосе Мануэль
Хосе Мануэль Эстепа Льяуренс (исп. José Manuel Estepa Llaurens; 1 января 1926, Андухар, Испания — 21 июля 2019, Мадрид, Испания) — испанский кардинал. Титулярный епископ Тизили и вспомогательный епископ Мадрида с 5 сентября 1972 по 30 июля 1983 год. Титулярный архиепископ Велебусдо с 30 июля 1983 по 18 ноября 1989 год. Архиепископ ad personam с титулярной епархией Италика с 18 ноября 1989 по 7 марта 1998 год. Генеральный военный викарий Испании с 30 июля 1983 по 30 октября 2003 год. Кардинал-священник с титулом церкви Сан-Габриэле-Арканджело-алл’Аква-Траверса с 20 ноября 2010 года.